# برایتنبرگ (شلسویگ-هولشتاین)
برایتنبرگ (به آلمانی: Breitenberg) یک شهر در آلمان است که در اشتاینبورگ واقع شده‌است. برایتنبرگ ۳۸۸ نفر جمعیت دارد.